# Buteyongera
Buteyongera er en landsby i Uganda der blev kendt gennem Kristian von Hornsleths provokerende konceptkunst-projekt fra 2006, hvor landbybeboerne modtog grise og geder til gengæld for at indgå i kunstværket, der blandt andet betød at de skulle tage navnet til "Hornsleth". Projektet skabte international opmærksomhed om landsbyen.
Buteyongera ligger i Mukono-distriktet omtrent 50 kilometer fra
hovedstaden Kampala og findes blandt palmetræer og kaffebuske.